# Mixed Up
Mixed Up è un album del gruppo musicale britannico The Cure, pubblicato il 20 novembre 1990.

## Descrizione
Mixed Up è una raccolta di remix dei singoli di successo dei Cure più un inedito, Never Enough. Inizialmente, Robert Smith progettava di registrare nuovamente i vecchi successi, poi alla fine ha scelto di operare semplici remix. Curiosità: per mixare A Forest e The Walk è stato necessario registrarle nuovamente, in quanto i master originali dei loro album (rispettivamente Seventeen Seconds e Japanese Whispers) erano andati perduti o rovinati. In particolare, quelli di Seventeen Seconds pare fossero stati addirittura rubati dalla sede della Fiction. L'album ha raggiunto la posizione 8 in Gran Bretagna e 14 negli Stati Uniti d'America.

## Tracce
1. Lullaby (extended mix) - 7:45
2. Close to Me (closer mix) - 5:46
3. Fascination Street (extended mix)  - 8:49
4. The Walk (everything mix) - 5:28
5. Lovesong (extended mix) - 6:20
6. A Forest (tree mix) - 6:56
7. Pictures of You (extended dub mix) - 6:43
8. Hot Hot Hot!!! (extended mix) - 7:03
9. Why Can't I Be You? (extended mix) - 8:07 (esclusa dalla versione CD)
10. The Caterpillar (flicker mix) - 5:42
11. Inbetween Days (shiver mix) - 6:24
12. Never Enough (big mix) - 6:08

## Singoli
- Never Enough (settembre 1990). B-sides: Harold and Joe, Let's Go to Bed (milk mix)
- Close to Me (closest mix) (ottobre 1990). B-sides: Just Like Heaven (dizzy mix) e Primary (red mix)
- A Forest (tree mix) (1991). Solo in Francia. B-sides: A Forest (versione originale) e Inbetween Days (shiver mix)